# Poicephalus cryptoxanthus
Il pappagallo testabruna (Poicephalus cryptoxanthus W. Peters, 1854) è un uccello della famiglia degli Psittacidi.

## Descrizione
Colore generale verde, scuro sulla parte dorsale, più chiaro su quella ventrale; taglia attorno ai 22 cm; cappuccio grigio a coprire tutta la testa e la parte alta del petto, ascellari gialle ben visibili quando il soggetto è in volo; becco con ramo superiore grigiastro e ramo inferiore biancastro; iride gialla e zampe grigie.
I soggetti immaturi si presentano con il cappuccio più pallido e ridotto in estensione, con l'iride bruna e con la banda alare delle ascellari gialla screziata di verde.
È censito in due sottospecie del tutto simili tra loro:
- P. c. cryptoxanthus (W. Peters, 1854), sottospecie nominale;
- P. c. tanganyikae Bowen, 1930, con verde della parte ventrale più acceso e maschera facciale più smorta e con riflessi bruni; gli esemplari localizzati nelle isole di Zanzibar e Pemba presentano cappuccio più tendente al nero e parti verdi sfumate in blu.

## Biologia
Abita le foreste costiere ricche di palme e mangrovie e le savane dove predilige le grandi acacie; visita le piantagioni di noce di cocco e di anacardi. Nei periodi di grande ricchezza di cibo forma bande anche di oltre 40 individui. Si nutre di frutta, bacche, germogli e nettare: adora i frutti polposi della Kigelia africana, della manioca (Manihot esculenta) e di varie specie di fico selvatico.
Il periodo riproduttivo va da aprile a ottobre, in una cavità naturale di un baobab o in un nido di picchio abbandonato. La femmina depone 3-4 uova incubate per circa 30 giorni.
I giovani si involano a circa 12 settimane dalla schiusa.

## Distribuzione e habitat
Tanzania, Mozambico e Sudafrica sono i suoi areali naturali, dove pare essere ancora abbastanza comune, nonostante irregolari catture condotte anche di recente.
In cattività non sono molti i soggetti presenti sul mercato, tuttavia vi è qualche coppia riproducente.